# 1427
1427 (MCDXXVII) var ett normalår som började en onsdag i den julianska kalendern.

## Händelser

### Juli
- 11 juli – En hanseatisk flotta besegras av en nordisk i sjöslaget vid Köpenhamn.

## Födda
- Kasimir IV, kung av Polen 1447–1492.
- Françoise d'Amboise, saligförklarad hertiginna av Bretagne.

## Avlidna
- 28 maj – Henrik IV av Holstein, greve av Holstein och hertig av Schleswig.
- 19 juli – Stefan Lazarević, Serbiens regent
- Gentile da Fabriano, italiensk målare.